# Kurt Plötner
Kurt Friedrich Plötner (* 19. Oktober 1905 in Hermsdorf (Thüringen); † 26. Februar 1984) war ein deutscher Internist. Während des Zweiten Weltkrieges führte er als Lagerarzt in den Konzentrationslagern Sachsenhausen und Dachau Experimente an Menschen durch. Nach dem Krieg wurde er außerordentlicher Professor an der Albert-Ludwigs-Universität Freiburg.

## Leben

### Schule und Ausbildung
Kurt Plötner besuchte in seinem Geburtsort Hermsdorf die Volksschule und beendete dann das Realgymnasium Gera mit dem Abitur. Anschließend studierte er Chemie und Medizin in Jena, Leipzig, München und Halle. In Leipzig wurde er Mitglied des Corps Thuringia. Im Jahr 1932 legte er das chemische Verbandsexamen ab. Das Staatsexamen in Medizin absolvierte Plötner 1934 in Jena.

### Beitritt zu NS-Organisationen
Zum 1. Mai 1933 war Plötner der NSDAP (Mitgliedsnummer 2.904.483) und im selben Jahr der SS und dem NS-Ärztebund beigetreten. In der SS hatte Plötner zuletzt den Rang eines Sturmbannführers inne (SS-Nummer 221.871).

### Uni-Assistenz- und SS-Lazarettarzt
Vor dem Zweiten Weltkrieg übte Plötner die Funktion eines Assistenten an den Universitätskliniken Jena und Leipzig aus.
Ab 1934, mit Sicherheit ab 1937, gab es dabei eine Zusammenarbeit mit Ludwig Heilmeyer, der Oberarzt an der Universitätsklinik Jena und dessen Assistent Plötner war. Ihre Wege trennten sich für einige Jahre, als Plötner 1939 als Mediziner zur Waffen-SS und Heilmeyer 1941 als Luftwaffenarzt eingezogen wurden.
Während des Zweiten Weltkrieges arbeitete er 1940 als Dozent und leistete in der Waffen-SS Sanitätsdienst. Die folgenden Jahre war er in SS-Lazaretten in Dachau (1941) und Minsk (1942) tätig. Anfang 1943 wechselte er als Arzt in das Konzentrationslager Dachau.

### Versuche mit Malaria
Plötner betrieb in Dachau als Assistenzarzt unter dem Professor Claus Schilling von April 1943 bis Juli 1944 Studien an künstlich mit Malaria infizierten Gefangenen. Den Opfern enthielt man Gegenmedikamente vor und steigerte stattdessen das Fieber noch weiter durch Verabreichen spezieller Mittel. Das Fieber sollte nach Ansicht Plötners zu einer natürlichen Selbstheilung führen. Nach eigenen Aussagen Plötners im Jahr 1967 starben Gefangene infolge der Experimente.

### Versuche mit der Wahrheitsdroge Mescalin
Plötner führte in Dachau auch die Versuche mit dem psychedelischen Halluzinogen Mescalin an Juden und russischen Kriegsgefangenen durch und beobachtete ihr schizophrenes Verhalten im Zusammenhang mit der Suche der Nationalsozialisten nach einem Wahrheitsserum, das als Hilfsmittel bei Verhören eingesetzt werden konnte.

### Versuche mit dem Blutstillmittel Polygal
Im Jahre 1944 übernahm Plötner die Leitung des Instituts für wehrwissenschaftliche Zweckforschung der SS-Organisation Ahnenerbe in Dachau. In seiner Abteilung „P“ (=Plötner) setzte er die sogenannten „Forschungsarbeiten“ des im März 1944 beim Reichsführer SS Himmler in Ungnade gefallenen Sigmund Rascher fort. In dieser Funktion führte Plötner im KZ Sachsenhausen eine Reihe von Menschenexperimenten durch, um die blutstillende Wirkung des Medikaments Polygal zu untersuchen.
Zur Fortführung der Versuche und Produktion des Blutstillmittels auf der Grundlage von Pektin ließ er sich ein Außenlager des Konzentrationslagers Dachau einrichten und Dachauer KZ-Häftlinge zuteilen, die ansonsten in der Produktion Sklavenarbeit leisteten. Das Lager bestand in der Gemeinde Sigmarszell im Landkreis Lindau (Bodensee) als KZ-Außenkommando Schlachters (auch Außenkommando Biesings genannt) vom 5. April 1944 bis ca. 7. April 1945 und wurde vor den heranrückenden französischen Truppen aufgelöst und von Plötner im benachbarten Vorarlberg als KZ-Außenlager Lochau für knapp einen Monat wieder eröffnet. Als Assistent des KZ-Kommandanten Plötner leitete der Funktionshäftling Robert Feix die Arbeiten an Polygal. Plötner hatte ihn schon von Sigmund Rascher, der ihn ebenfalls als Entwickler benutzte, übernommen. Das Arbeitskommando führte der ebenfalls aus Dachau bekannte Funktionshäftling Walter Neff.S. 481, 482 sowie 385, 386

### Versuche mit N-Stoff
Nachdem Hitler die Entwicklungsarbeiten mit dem N-Stoff auf die SS übertragen hatte, erhielt Plötner im September 1944 über den Reichsarzt SS Ernst-Robert Grawitz den Auftrag, als einer von zwei Sachverständigen die toxischen Wirkungen der Wunderwaffe  zu untersuchen. Nach einem ersten Versuch, über den keine Ergebnisse bekannt sind, wurden im KZ Sachsenhausen fünf angeblich zum Tode verurteilte Häftlinge angefordert, um „zur abschließenden Klärung der physiologischen Wirkung des N-Stoffes auf und durch die menschliche Haut nunmehr einige Versuche am Menschen durchzuführen“.
Zur Zeit der Menschenversuche mit dem N-Stoff wollte der bereits zum Dr. phil. nat. und Dr. med. promovierte Plötner den Professorentitel erlangen; jedoch lehnte man seinen Antrag mit Hinweis auf das zu niedrige wissenschaftliche Niveau seiner Arbeiten ab.

### Untergetaucht nach dem Krieg
Nach der Befreiung wurde Plötner von französischen Truppen bei Lochau gefangen genommenS. 386. 1946 gelang ihm die Flucht aus dem Gefängnis Rastatt. Die folgenden sechs Jahre lebte er unter dem falschen Namen (Schmitt bzw. Kurt Schmidt) in Schleswig-Holstein.

### Universität Freiburg
1952 nahm Plötner wieder seinen richtigen Namen an und wurde von Ludwig Heilmeyer als Assistent an der Universitätsklinik Freiburg eingestellt. Heilmeyer war wie Plötner während des Russlandfeldzuges in Lazaretten der besetzten Ostgebiete tätig gewesen (z. B. ab 1943 in der ukrainischen Provinzhauptstadt Rowno). Er kannte Plötner jedoch schon aus ihrer gemeinsamen Zeit vor dem Zweiten Weltkrieg an der Universitätsklinik Jena.
„In Anerkennung seiner wissenschaftlichen Arbeiten“ wurde Plötner 1954 der Titel eines außerordentlichen (oder außerplanmäßigen) Professors (der Inneren Medizin) der Universität Freiburg zuerkannt. Dabei waren Plötners Forschungen in der Zeit des Nationalsozialismus bekannt.
Plötners Karriere wird verständlich bei den Schwierigkeiten der Freiburger Albert-Ludwigs-Universität mit dem Auftrag der französischen Besatzungsmacht, sich von ihrem nationalsozialistisch durchdrungenen Lehrkörper (50–60 % aller Hochschullehrer, unter den Medizinern sogar 75 %, waren Mitglied der NSDAP) zu trennen. Nach anfänglichen Entlassungen waren nach und nach fast alle wieder im Amt oder zumindest als Emeriti gut versorgt. Die entsprechende Fachliteratur bezeichnet die Einstellung und zwei Jahre spätere Professur des ehemaligen KZ-Arztes und SS-Sturmbannführers Kurt Plötner durch die Medizinische Fakultät als Muster fehlender Selbstreinigung. Die Medizinische Fakultät lehnte 1961 eine Rücknahme der Ernennung ab, nachdem Plötner ehemalige Funktionshäftlinge als Zeugen beibrachte, die nur Gutes über ihn aussagten, um sich nicht selbst zu belasten (sie hatten sich bei tödlichen Medizinversuchen mitschuldig gemacht).

### Ermittlungen
Die Zentrale Stelle der Landesjustizverwaltungen in Ludwigsburg brach 1954 ihre Vorermittlungen in Sachen „Außenlager Schlachters“ ab, nachdem Zeugenaussagen keine Hinweise auf Tötungsfälle ergeben hatten.
Im November 1961 sah die Universität Freiburg keine Veranlassung, Plötner die Lehrberechtigung zu entziehen: „Aufgrund der Sichtung des vorliegenden Materials […] kommt die Fakultät zu dem Schluß, daß Herr Dr. Plötner in keiner Weise gegen menschliche und ärztliche Ethik verstoßen, ja sich menschlich und ärztlich trotz der gegebenen schwierigen Umstände ohne Tadel verhalten hat“, so die Universität in einer Stellungnahme gegenüber dem baden-württembergischen Kultusministerium.
Plötner behauptete 1967 bei einer Vernehmung durch das Landeskriminalamt Baden-Württemberg, die Versuche mit N-Stoff seien „ohne jeglichen Schaden für die Versuchspersonen“ verlaufen. Außerdem gab er zu Protokoll, „dass der N-Stoff bei Berührung mit der menschlichen Haut völlig ungefährlich“ und die Häftlinge durch die Versuche „gesundheitlich in keiner Weise beeinträchtigt“ gewesen seien. Nach heutiger Kenntnis und EG Sicherheitsdatenblatt gemäß TRGS 230 handelt es sich bei N-Stoff um Chlortrifluorid, einen hochgiftigen und aggressiven Stoff der nur bei minimalen Mengen ohne bleibende Schäden ertragen wird und bei Hautkontakt „augenblicklich zur tiefgreifenden Zerstörung des Gewebes“ führt.

## Veröffentlichungen
- Über kristallisierte Acetate des Cellobiosons und zur Frage der γ-Pyronringbildung aus Disacchariden. Univ., Diss.--Jena, 1931. Meyer, Libau 1931.
- Über die physikalischen Eigenschaften von aus 1 (+)- Norleucin bestehenden Polypeptiden und ihr Verhalten gegenüber Erepsin- und Trypsinlösungen. Diss.--Jena, 1935. In: Fermentforschung.13 (1932) 1932, S. 443–450.
- mit Ludwig Heilmeyer: Das Serumeisen und die Eisenmangelkrankheit. (Pathogenese, Symptomatologie und Therapie). Fischer, Jena 1937.
- Das Serumeiweißbild, insbesondere die pathologischen Veränderungen der Albuminfraktion ; Plötner, Kurt, Dr. med. et phil. nat. J. Springer, Berlin 1940.
- und Ludwig Heilmeyer (Hrsg.): Klinische Kolorimetrie mit dem Pulfrich-Photometer. Arbeitsvorschriften für kolorimetrisch-analytische Bestimmungen und Farbmessungen an Harn und Serum. 2. Auflage. Zeiss, Jena 1940.